# Mortsel
Mortsel – miasto w Belgii, w Regionie Flamandzkim, w prowincji Antwerpia, w okręgu Antwerpia.   Liczy 26 588 mieszkańców (1 stycznia 2024). Pod względem powierzchni jest najmniejszym miastem w prowincji.

## Transport
W mieście znajduje się stacja kolejowa Mortsel.